# Geisha (roman)
 (mai 2013).
Si vous disposez d'ouvrages ou d'articles de référence ou si vous connaissez des sites web de qualité traitant du thème abordé ici, merci de compléter l'article en donnant les références utiles à sa vérifiabilité et en les liant à la section « Notes et références ».
Geisha est un roman d'Arthur Golden publié en 1997 et adapté au cinéma en 2005 par Rob Marshall avec Mémoires d'une geisha.
Ce livre, le premier qu'a écrit Arthur Golden, conte avec lyrisme les mémoires d'une geisha célèbre du Japon ; il a fait sensation et est devenu un best-seller. Même si l'ouvrage est raconté à la première personne et se révèle très bien documenté, le livre d'Arthur Golden est une fiction.

## Intrigue
L'histoire commence en 1929 au Japon, dans un petit village de pêcheurs. Chiyo et sa sœur Satsu sont vendues par leur père et envoyées à Kyoto, dans le quartier de Gion. L'une se retrouve dans une okiya (maison de geisha) appartenant à Madame Nitta qui se fait appeler « Mère » comme le veut la tradition des okiyas, l'autre dans une maison de prostitution. Chiyo a neuf ans et la beauté de ses yeux attise la jalousie de la geisha principale de la maison, Hatsumomo, qui craint que la petite fille de pêcheur ne devienne plus influente qu'elle. Chiyo se prend d'amitié avec la jeune Pumpkin (« Citrouille » en anglais) (l'auteur explique ce nom par le fait que sa tête ressemblait à une citrouille), une servante qui travaille également dans l'Okiya. Hatsumomo, dont la jalousie grandit avec le temps, essaie de rendre la vie de Chiyo aussi misérable que possible. Par sa faute, la dette que la petite Chiyo doit à Madame Nitta augmente de plus en plus, jusqu'à atteindre un montant si élevé qu'on lui assure qu'elle sera condamnée à la rembourser durant toute sa vie.
Chiyo finit par retrouver sa sœur Satsu. Les deux fillettes échafaudent un plan pour s'échapper et fuir leur destin. Malheureusement, lors de son escapade, Chiyo tombe d'un toit. Elle ne verra plus jamais sa sœur mais entendra dire qu'elle serait retournée dans leur village. Des frais médicaux viennent encore faire grossir la dette qui plane sur Chiyo. Nitta décide de lui supprimer ses cours d'apprentissage pour devenir geisha, la condamnant définitivement à une vie de servitude.
Dépitée, elle est accostée par Iwamura Ken, président d'Iwamura Electric, une grande entreprise de matériels électriques. Celui-ci lui offre une glace, son mouchoir et quelques pièces. Extrêmement touchée par cet acte de gentillesse, et époustouflée par la beauté et la grâce des deux geishas qui l'accompagnent, Chiyo fait le serment de devenir elle aussi geisha et de se promener un jour au bras de cet homme qui vient de sécher ses larmes de petite fille. Serrant le mouchoir contre son cœur, elle se promet qu'un jour elle retrouvera celui que tous nomment « le Président », qu'elle ne cessera d'aimer un seul instant. C'est cette pensée qui guidera chacun de ses pas, et lui donnera la force et le courage de supporter toutes les épreuves qui se présenteront à elle.
Peu après cet évènement, Mameha, une des meilleures geishas de Kyōto, arrive à convaincre Madame Nitta d'adopter Chiyo en lui promettant de rembourser sa dette dans des délais très brefs. Par chance et étant persuadée que le défi que se lance Mameha est insurmontable, Nitta accepte. Devenue la « petite sœur » de Mameha, Chiyo continue donc son apprentissage de geisha. Elle devient petit à petit une des geishas les plus célèbres du XXe siècle sous le nom de Sayuri. Elle apprend toutes les techniques artistiques et sociales que doit maîtriser une geisha : art de la danse, musique, celui de porter le kimono, de se maquiller et de se coiffer, de préparer et servir le thé ; et aussi et surtout de s'imposer dans ce monde de rivalités, et de se faire apprécier des hommes. Mais la jalousie de Hatsumomo brûle en elle et elle use de son influence afin de ruiner la réputation de Sayuri.
Mameha décide de monter un plan afin de vendre à un prix jamais atteint le mizuage de Sayuri (sa virginité). Son objectif est que Sayuri arrive à attirer suffisamment Nobu Toshikazu, qui se trouve être le codirecteur de l'entreprise du Président pour qu'il veuille acheter son mizuage. Mais ce plan pose problème à Sayuri, car cela lui bloque toutes chances de finir ses jours auprès du Président. Un autre fait aggravant est que le Président ne semble plus du tout la reconnaître depuis leur première rencontre.
Malgré tout, son mizuage finit par être vendu à un prix record : Sayuri rembourse toutes ses dettes mais au détriment de Pumpkin, dont elle prend la place qu'elle avait convoitée dans l'okyia. Toutefois, sa gloire n'est que de courte durée. La Seconde Guerre mondiale l'oblige à quitter la ville pour aller se réfugier, grâce à Nobu, dans un village où elle restera 4 ans, à fabriquer des kimonos. À la fin de la guerre, elle est recherchée par Nobu qui la supplie de revenir à Gion, dans le but de divertir le Ministre et député Sato, seule personne pouvant relancer l'entreprise du Président, partiellement détruite durant la guerre. Il lui apprend également que Sato souhaite devenir son danna (homme qui entretient complètement une Geisha : elle n'a alors plus besoin de se rendre aux fêtes mais elle doit être très présente à ses côtés). Sayuri accepte à contre-cœur, car elle se sent redevable envers Nobu.
De retour à Gion, elle retrouve Mameha et Pumpkin. En voyage aux Îles Amami, Sayuri échafaude un plan afin de s'humilier volontairement aux yeux de Nobu, qui l'aura vue en compagnie du ministre. Ainsi, elle conserverait toutes ses chances auprès du Président. Elle demande donc l'aide de Pumpkin qui doit attirer Nobu jusque dans un théâtre abandonné à une heure prédéterminée. Mais cette dernière, toujours en colère contre Sayuri après s'être fait prendre la place principale de l'okiya, décide de tromper sa confiance en faisant venir le Président. Sayuri, humiliée, perd tout espoir de gagner l'amour du Président.
Trois jours après son retour des Îles Amami, attristée et condamnée à rester toute sa vie avec Nobu avec qui elle a rendez-vous dans une maison de thé, c'est non sans étonnement qu'elle se relève pour voir qu'à la place de Nobu, c'est le Président lui-même qui arrive. Il lui révèle alors toute son histoire : il avait d'emblée reconnu en Sayuri la jeune Chiyo qu'il avait un jour consolée, et c'est lui qui avait demandé à Mameha de la sortir de l'okiya, bien des années auparavant. Il apprend également quelles étaient les intentions de Sayuri lorsqu'elle se trouvait avec le ministre.
Sayuri lui avoue enfin son amour, caché depuis plus de 15 ans. L'histoire se termine par une réflexion sur sa vie à New York et les personnes importantes à ses yeux.

## Controverse
L'histoire révèle l'amour que ne peuvent connaître les geishas. Toute leur vie, elles sont soumises et n'ont pour seul but que de divertir les hommes. Véritable travail anthropologique, l'ouvrage détaille ce qu'est une geisha et dénonce certains préjugés sur ce métier. En effet, souvent comparé à de la prostitution, le métier de geisha s'apparente davantage à un art.
(voir article détaillé: Geisha)
L'auteur Arthur Golden a été fortement inspiré par ses conversations avec Mineko Iwasaki, une geisha de Kyōto qui s'est retirée du métier à 29 ans et qui lui a longuement raconté son expérience. Mécontente des libertés que l'auteur s'est permis de prendre dans son roman (la mise aux enchères prétendument rituelle de la virginité de l'héroïne notamment), Mineko Iwasaki a décidé par la suite d'écrire son autobiographie, Ma vie de geisha, afin de rétablir la vérité sur le mode de vie traditionnel des geishas.
Il s'est aussi servi d'ouvrages consacrés aux geishas, notamment du livre de Liza Dalby, intitulé Geisha, qui raconte son expérience d'apprentie geisha.
Il s'est attaché à recréer le plus fidèlement possible le monde dans lequel vivaient les geishas, ainsi que les mœurs de la société japonaise de l'époque. C'est pour cela qu'entre autres, il a conservé certains termes japonais qui ne sont pas traduisibles car ils n'ont pas vraiment d'équivalents français, tels que les suffixes respectueux placés après le nom des personnages. Par exemple, lorsque Sayuri s'adresse à Mameha en disant « Mameha-San », san est un suffixe traduisant le sentiment de respect que l'on peut ressentir envers son aîné.